# Beata Topka
Beata Anna Topka (* 20. Januar 1999) ist eine polnische Leichtathletin, die im Mittel- und Langstreckenlauf an den Start geht.

## Sportliche Laufbahn
Erste internationale Erfahrungen sammelte Beata Topka beim Europäischen Olympischen Jugendfestival (EYOF) 2015 in Tiflis, bei dem sie in 4:35,33 min die Bronzemedaille im 1500-Meter-Lauf gewann. Im Jahr darauf belegte sie bei den erstmals ausgetragenen Jugendeuropameisterschaften ebendort in 4:31,77 min den fünften Platz über 1500 m und erreichte im 3000-Meter-Lauf nach 9:54,26 min Rang acht. 2017 wurde sie bei den U20-Europameisterschaften in Grosseto in 4:24,16 min Neunte über 1500 m und 2021 klassierte sie sich bei den U23-Europameisterschaften in Tallinn mit 34:05,78 min auf dem siebten Platz über 10.000 m und verzichtete anschließend auf einen Start über 5000 m.
2021 wurde Topka polnische Meisterin im 5000-Meter-Lauf. Zudem wurde sie 2020 Hallenmeisterin im 1500-Meter-Lauf sowie 2021 über 3000 m.

## Persönliche Bestleistungen
- 1500 Meter: 4:12,00 min, 24. Juni 2021 in Posen
  - 1500 Meter (Halle): 4:17,17 min, 6. Februar 2021 in Toruń
- 3000 Meter: 9:14,30 min, 18. Juli 2020 in Włocławek
  - 3000 Meter (Halle): 9:13,89 min, 17. Februar 2021 in Toruń
- 5000 Meter: 16:03,91 min, 26. Juni 2021 in Posen
- 10.000 Meter: 33:56,85 min, 24. April 2021 in Goleniów